# Ammocryptocharax
Ammocryptocharax är ett släkte av fiskar. Ammocryptocharax ingår i familjen Crenuchidae.
Kladogram enligt Catalogue of Life:
| Ammocryptocharax | \| \| Ammocryptocharax elegans \| \| \| \| \| \| Ammocryptocharax lateralis \| \| \| \| \| \| Ammocryptocharax minutus \| \| \| \| \| \| Ammocryptocharax vintonae \| \| \| \| |
|                  | \| \| Ammocryptocharax elegans \| \| \| \| \| \| Ammocryptocharax lateralis \| \| \| \| \| \| Ammocryptocharax minutus \| \| \| \| \| \| Ammocryptocharax vintonae \| \| \| \| |
|                  | Characidium |
|                  | |
|                  | Crenuchus |
|                  | |
|                  | Elachocharax |
|                  | |
|                  | Geryichthys |
|                  | |
|                  | Klausewitzia |
|                  | |
|                  | Leptocharacidium |
|                  | |
|                  | Melanocharacidium |
|                  | |
|                  | Microcharacidium |
|                  | |
|                  | Odontocharacidium |
|                  | |
|                  | Poecilocharax |
|                  | |
|                  | Skiotocharax |
|                  | |
|                  | Ammocryptocharax elegans |
|                  | |
|                  | Ammocryptocharax lateralis |
|                  | |
|                  | Ammocryptocharax minutus |
|                  | |
|                  | Ammocryptocharax vintonae |
|                  | |

|  | Ammocryptocharax elegans   |
|  |                            |
|  | Ammocryptocharax lateralis |
|  |                            |
|  | Ammocryptocharax minutus   |
|  |                            |
|  | Ammocryptocharax vintonae  |
|  |                            |

## Bildgalleri

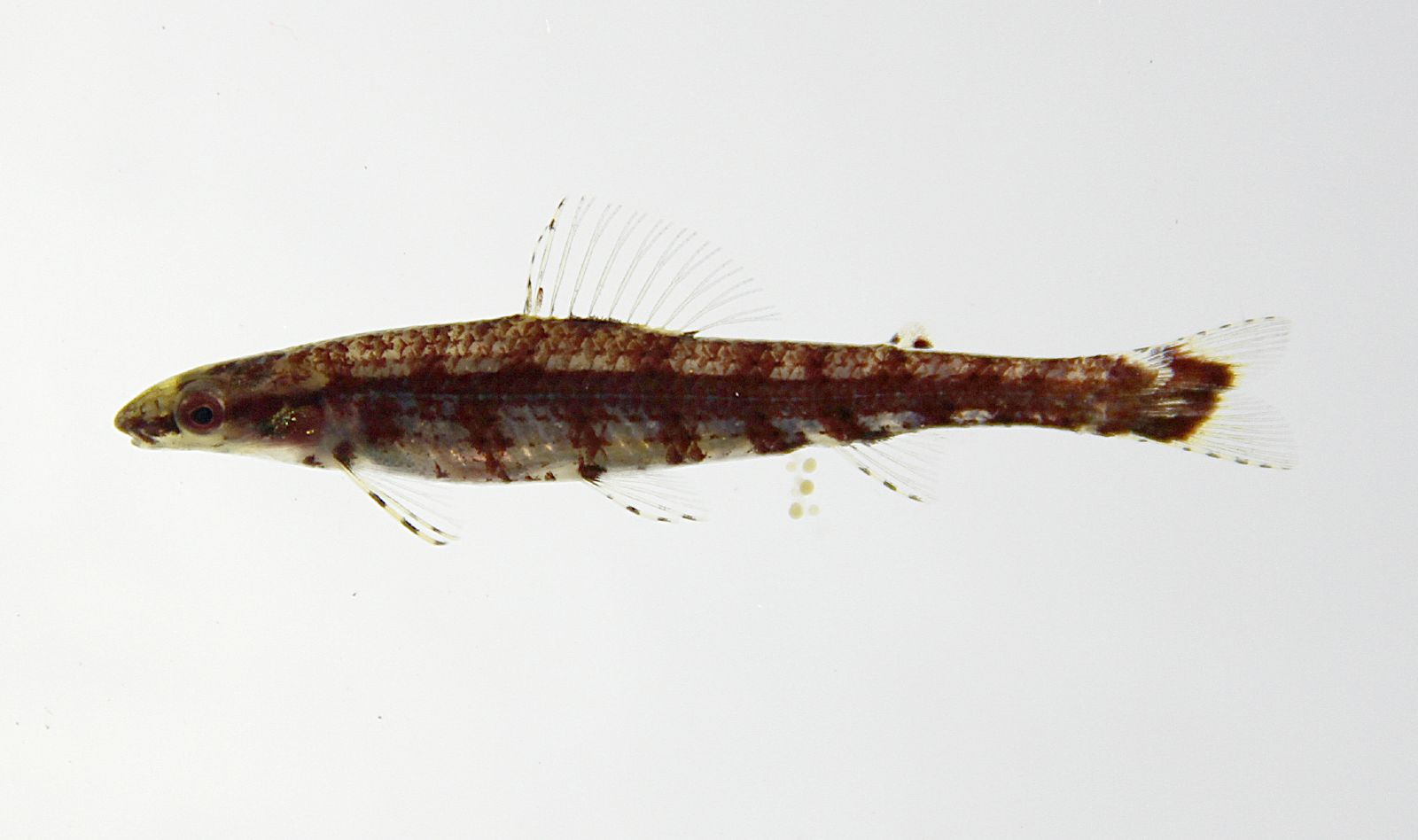